# Coloradoa abrotani
Coloradoa abrotani är en insektsart som först beskrevs av Koch 1854.  Coloradoa abrotani ingår i släktet Coloradoa och familjen långrörsbladlöss. Enligt den finländska rödlistan är arten sårbar i Finland. Arten är reproducerande i Sverige. Artens livsmiljö är parker, gårdsplaner och trädgårdar. Inga underarter finns listade i Catalogue of Life.